# 小胜镇
小胜镇，是中华人民共和国广东省梅州市丰顺县下辖的一个乡镇级行政单位。

## 行政区划
小胜镇下辖以下地区：
小胜村、中社村、大南村、田背村、田面角村、三坑村、荷坪村、朱坑村、丹竹村、再下村和小溪村。